# Dalle gaufrée

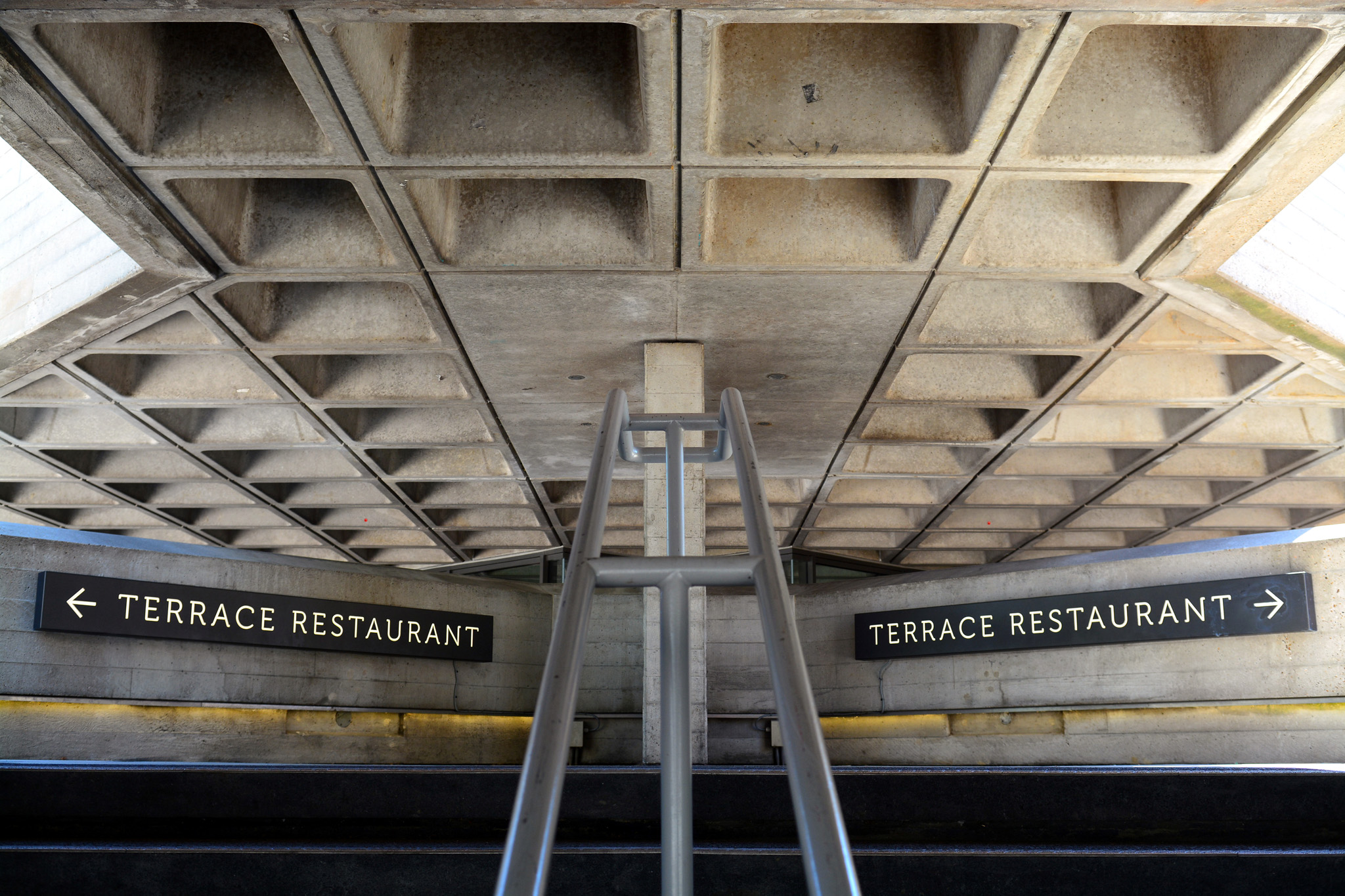
Le dessous d'une dalle gauffrée, montrant la structure en forme de grille.

Une dalle gaufrée (waffle slab ou two-way joist slab, dalle à solives bidirectionnelles) est un plancher en béton de béton armé, avec des nervures en béton s'étendant dans deux directions sur sa face inférieure. Le nom gaufre vient du motif de grille créé par les nervures de renfort. Les dalles gaufrées sont préférées pour les portées supérieures à 40 pieds (12,2 m), car elles sont beaucoup plus résistantes que les dalles plates, ou les dalles plates avec panneau en retombée, les dalles à double sens, les dalles à sens unique et les dalles à solives unidirectionnelles.

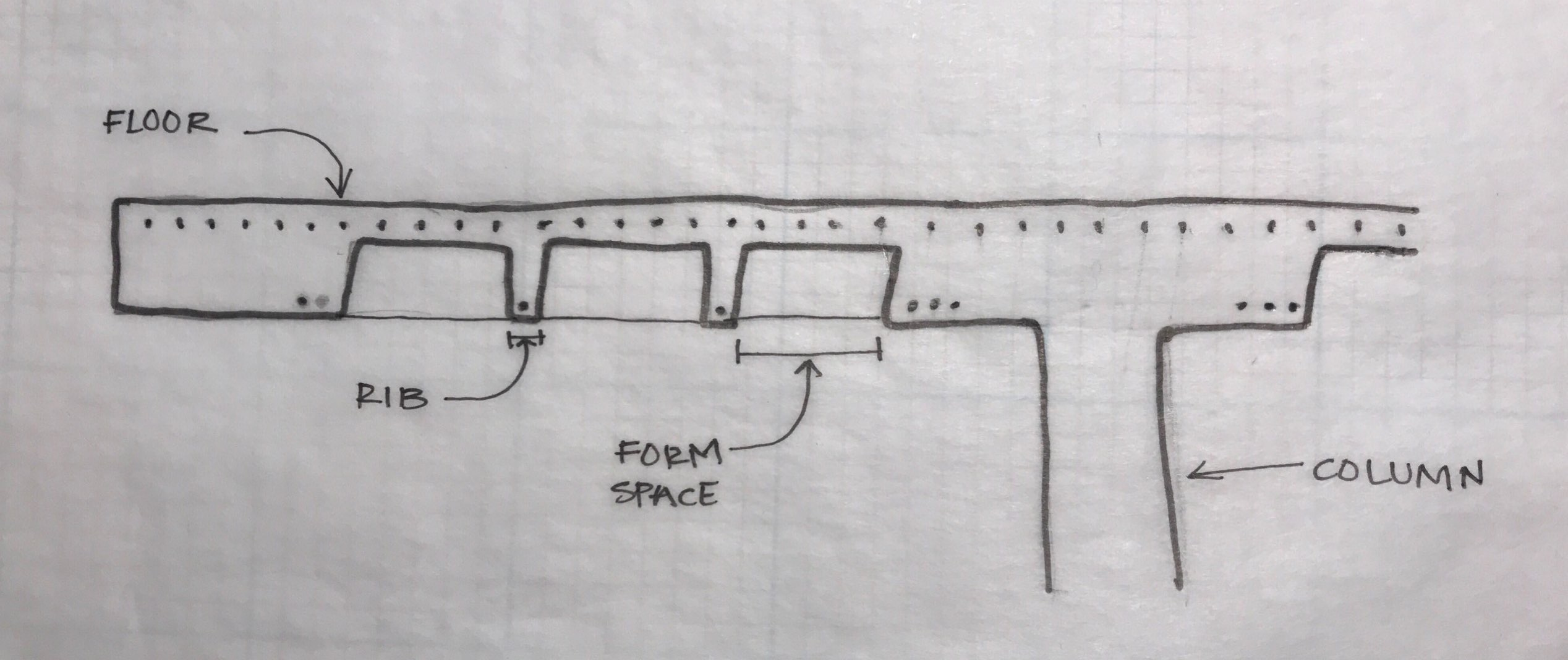
Coupe d'une dalle gaufrée comprenant une poutre, des nervures et une tête de colonne

## Description
Une dalle gaufrée est plate sur le dessus, tandis que les solives créent une surface semblable à une grille sur le fond. La grille est formée par le retrait des moules après la prise du béton. Cette structure a été conçue pour être plus solide lorsqu’elle est utilisée sur des portées plus longues et avec des charges plus lourdes. Ce type de structure, en raison de sa rigidité, est recommandé pour les bâtiments nécessitant un minimum de vibrations, comme les laboratoires et les installations de fabrication. Il est également utilisé dans les bâtiments qui nécessitent de grands espaces ouverts, comme les théâtres ou les gares. Les dalles gaufrées sont composées de coffrages complexes et peuvent être plus chères que les autres types de dalles, mais en fonction du projet et de la quantité de béton nécessaire, elles peuvent être moins chères à construire.
Il existe deux types de système de dalles gaufrées :
1. Système de dalles gaufrées unidirectionnelles
2. Système de dalles gaufrées bidirectionnelles

## Processus de construction
Une dalle gaufrée peut être réalisée de différentes manières, mais des formes génériques sont nécessaires pour donner la forme de gaufre à la plaque. Le coffrage est composé de nombreux éléments. Les supports sont d’abord construits, puis des éléments de coffrage perdu (waffle pods) sont mises en place et enfin le béton est coulé.
Ce processus peut se dérouler selon trois approches différentes, mais la méthode de base est la même dans chacune :
- In situ : La construction du coffrage et le coulage du béton ont lieu sur place, puis la dalle est assemblée (si nécessaire)[4];
- Prémoulé (en) : les dalles sont fabriquées ailleurs, puis amenées sur le site et assemblées [4];
- Préfabriqués : Les renforts sont intégrés à la dalle lors de sa fabrication, sans qu'il soit nécessaire de renforcer l'assemblage sur chantier. C'est l'option la plus chère[4].

### Conception de dalles gaufrées
Différents guides ont été élaborés à l'intention des architectes et des ingénieurs pour déterminer divers paramètres des dalles gaufrées, principalement l'épaisseur totale et les dimensions des nervures. Voici des règles empiriques, qui sont expliquées plus en détail dans les diagrammes ci-joints :

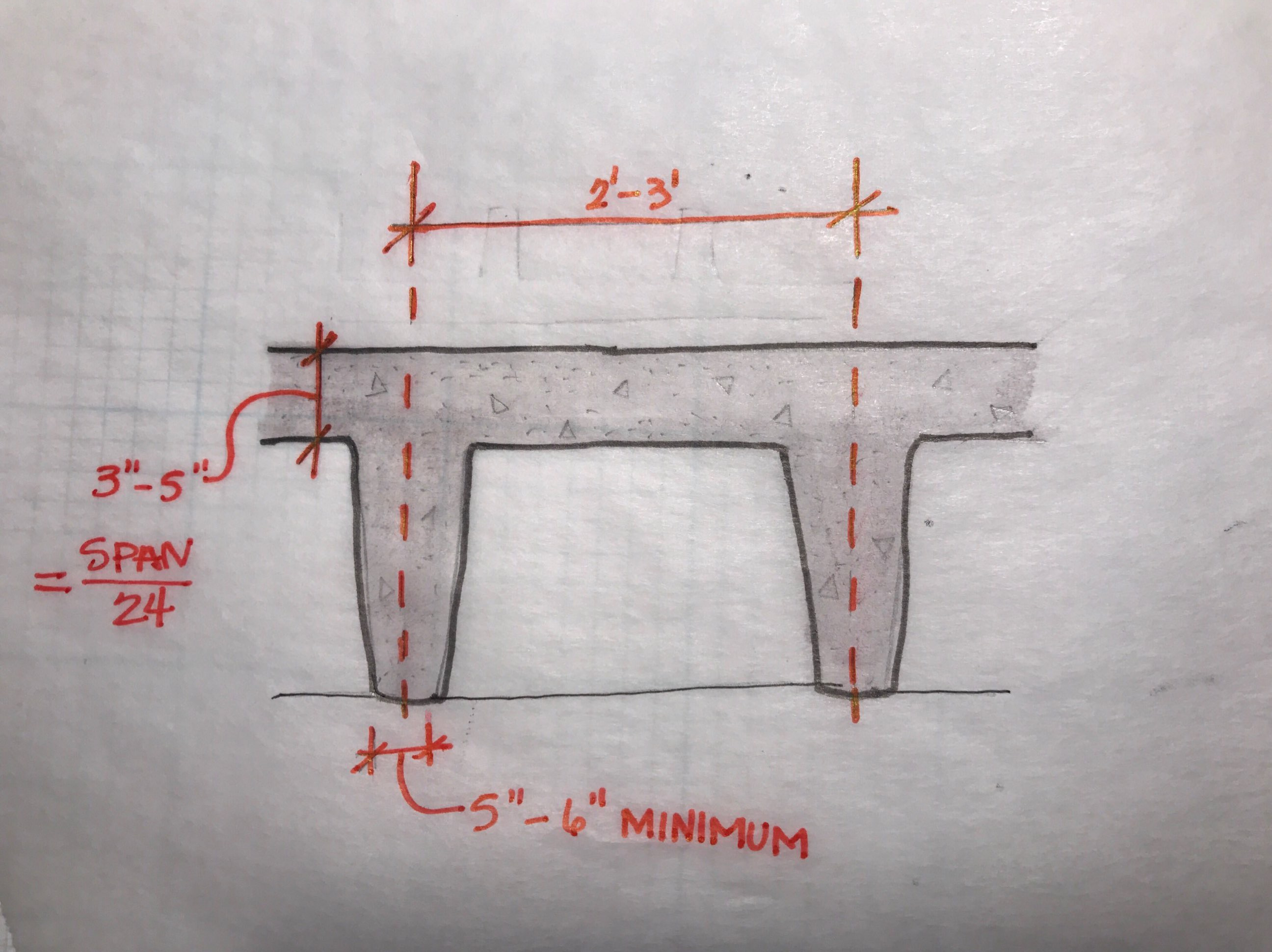
Le diagramme montre la largeur de la dalle et des nervures avec la formule des règles empiriques

- La profondeur de la dalle est généralement 75 mm (3 po) à 130 mm (5 po) d'épaisseur [5],[3]. En règle générale, la profondeur doit être 1⁄24 de la portée[5];
- La largeur des côtes est généralement 130 mm (5 po) à 150 mm (6 po), et les nervures sont généralement renforcées par des barres d'acier [5];
- La distance entre les nervures est généralement 915 mm (3 pi) [3];
- La hauteur des nervures et des poutres doit être de 1⁄25 l'espace entre les colonnes [3];

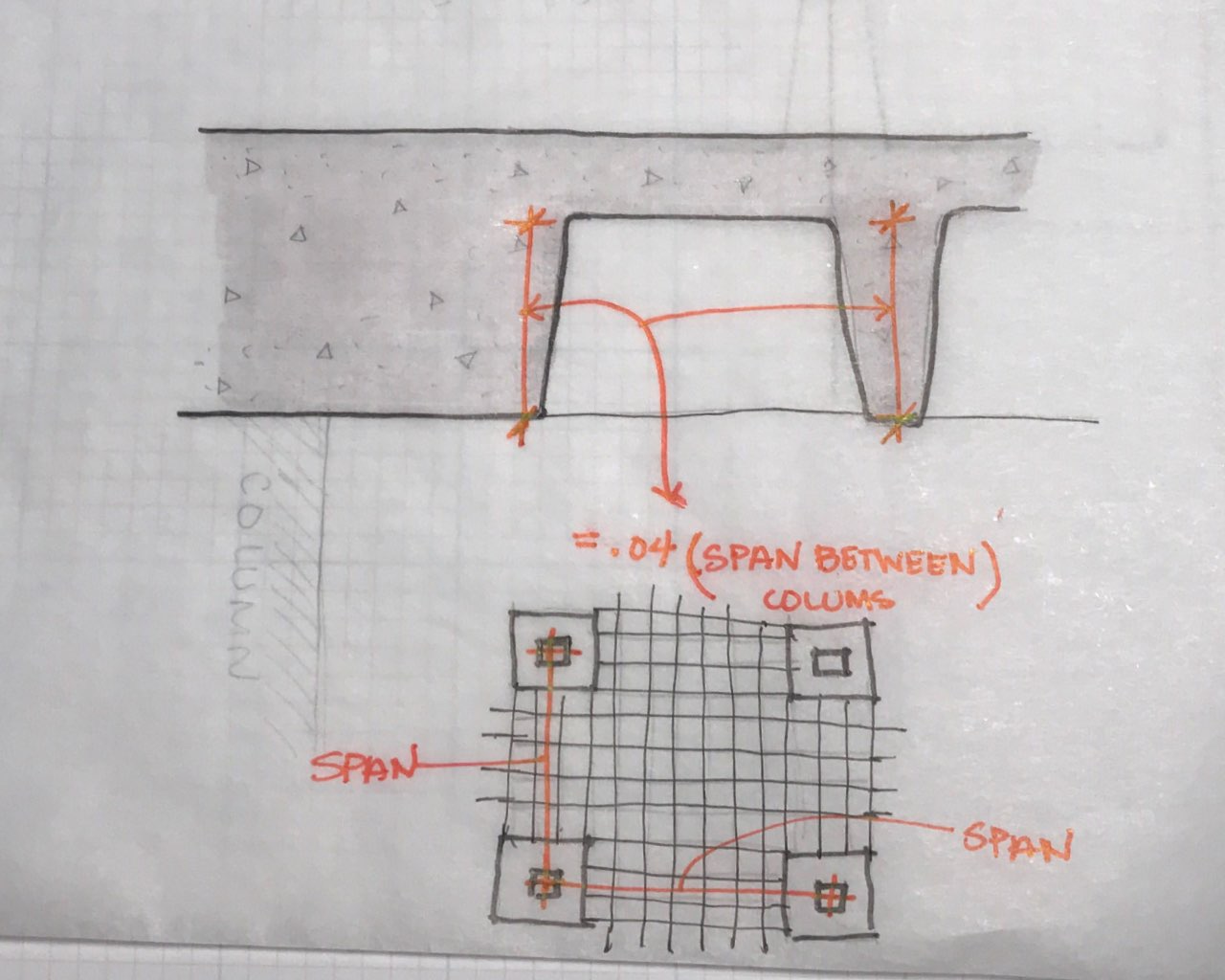
Diagramme montrant les nervures de dalle gaufrée et les formules empiriques de hauteur de poutre.

- La largeur de la zone pleine autour de la colonne doit être de 1⁄8 l'espace entre les colonnes. Sa hauteur doit être la même que celle des nervures[3]. Diagramme montrant les nervures de dalle gaufrée et les formules empiriques de hauteur de poutre.

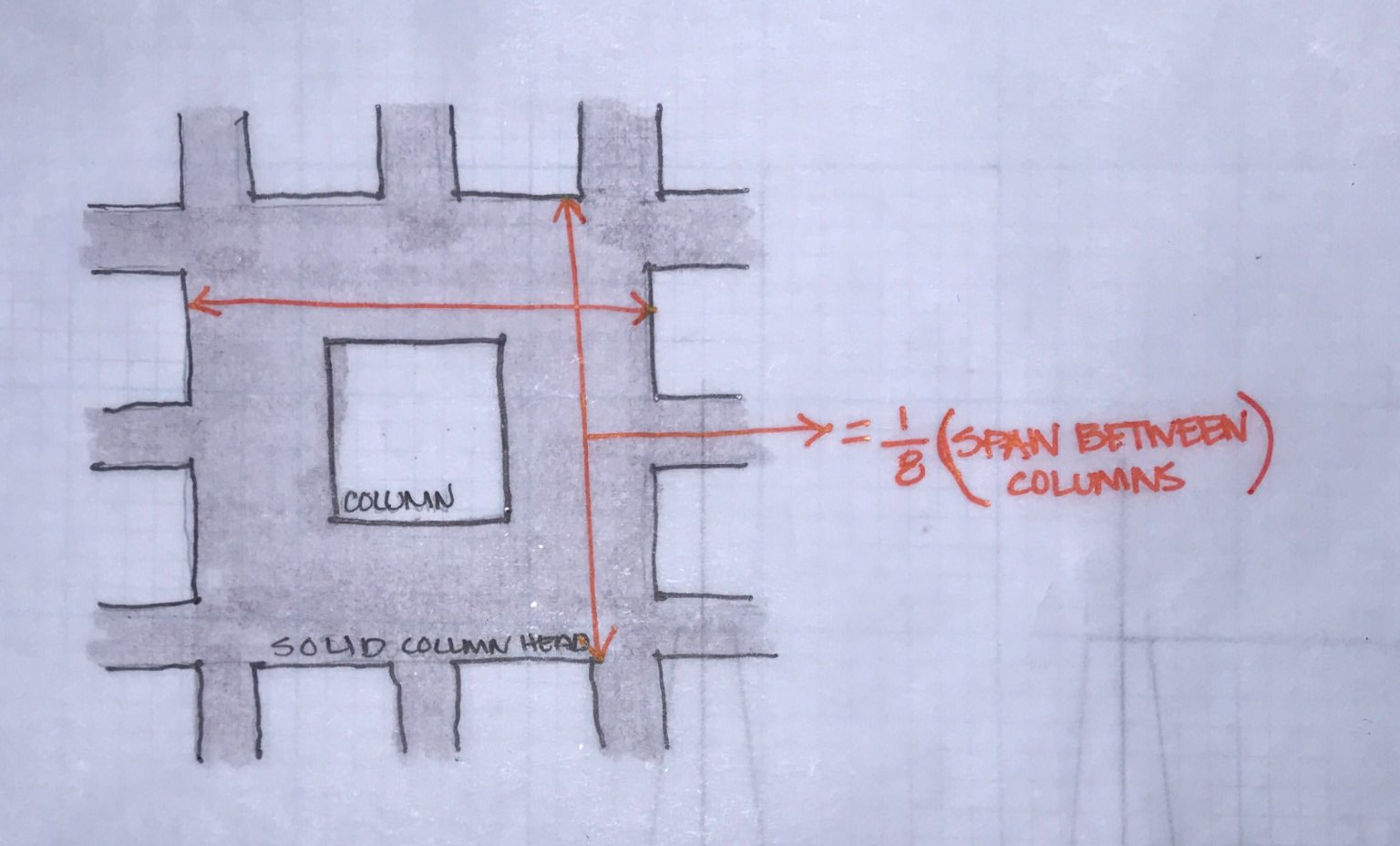
Le diagramme montre la largeur de la tête de colonne avec une formule empirique

## Avantages
Le système de plancher en dalles gaufrées présente plusieurs avantages :
- Meilleur pour les bâtiments qui nécessitent moins de vibrations – ceci est géré par les renforts de solives à double sens qui forment la grille ;
- de plus grandes portées peuvent être réalisées avec moins de matériaux, ce qui est plus économique et plus respectueux de l'environnement ;
- certaines personnes trouvent le motif gaufré esthétiquement agréable [4] ;
- capacité de charge supérieure à celle des dalles unidirectionnelles traditionnelles
- les coffrages peuvent être réalisés en bois, béton ou acier ;
- si des trous sont prévus entre les nervures, les services du bâtiment peuvent y passer. Une implémentation propriétaire de ce système s'appelle Holedeck[6].

## Désavantages
- De plus grandes quantités de matériaux de coffrage sont nécessaires, ce qui peut être très coûteux ;
- les dalles gaufrées sont plus épaisses que les dalles plates, la hauteur entre chaque étage doit donc être plus grande pour avoir suffisamment d'espace pour le système de dalles et les autres services du bâtiment ;
- les dalles gaufrées sont préférées pour les zones topographiques plates et non pour les sites en pente[4].

## Exemples
- Royal National Theatre, Londres, Royaume-Uni ;
- Bâtiment du métro de Washington ;
- Logistique et Télécommunications SL, Madrid, Espagne[7] ;
- Maison Barangaroo, Sydney, Australie[8] ;
- GS1 Portugal, Lisbonne, Portugal[9] ;
- Galbraith Hall, UC San Diego, Californie[10] ;
- odD House, Quito, Équateur[11] ;
- Parking Garage Centro de Bellas Artes de Caguas (en), Caguas, Porto Rico.